# Tim Mountford
Timothy "Tim" Mountford (Los Angeles, 2 d'abril de 1946) fou un ciclista estatunidenc, professional des del 1970 fins al 1972. Es va especialitzar en el ciclisme en pista. Va participar en els Jocs Olímpics de 1964 i 1968.

## Palmarès
- 1969
  -  Campió dels Estats Units en Velocitat